# Abierto Mexicano Telcel 2017
Die Abierto Mexicano Telcel 2017 waren ein Tennisturnier der WTA Tour 2017 für Damen und ein Tennisturnier der ATP World Tour 2017 für Herren in Acapulco und fanden zeitgleich vom 27. Februar bis 4. März 2017 statt.

## Herrenturnier
→ Qualifikation: Abierto Mexicano Telcel 2017/Herren/Qualifikation

## Damenturnier
→ Qualifikation: Abierto Mexicano Telcel 2017/Damen/Qualifikation